# Egzoftalometr Hertla
Egzoftalometr Hertla – przyrząd medyczny stosowany w okulistyce, służący do pomiaru wytrzeszczu łac. exophtalmus) gałek ocznych. Przy jego pomocy mierzy się odległość bocznej krawędzi oczodołu do szczytu (przedniej krawędzi) rogówki.

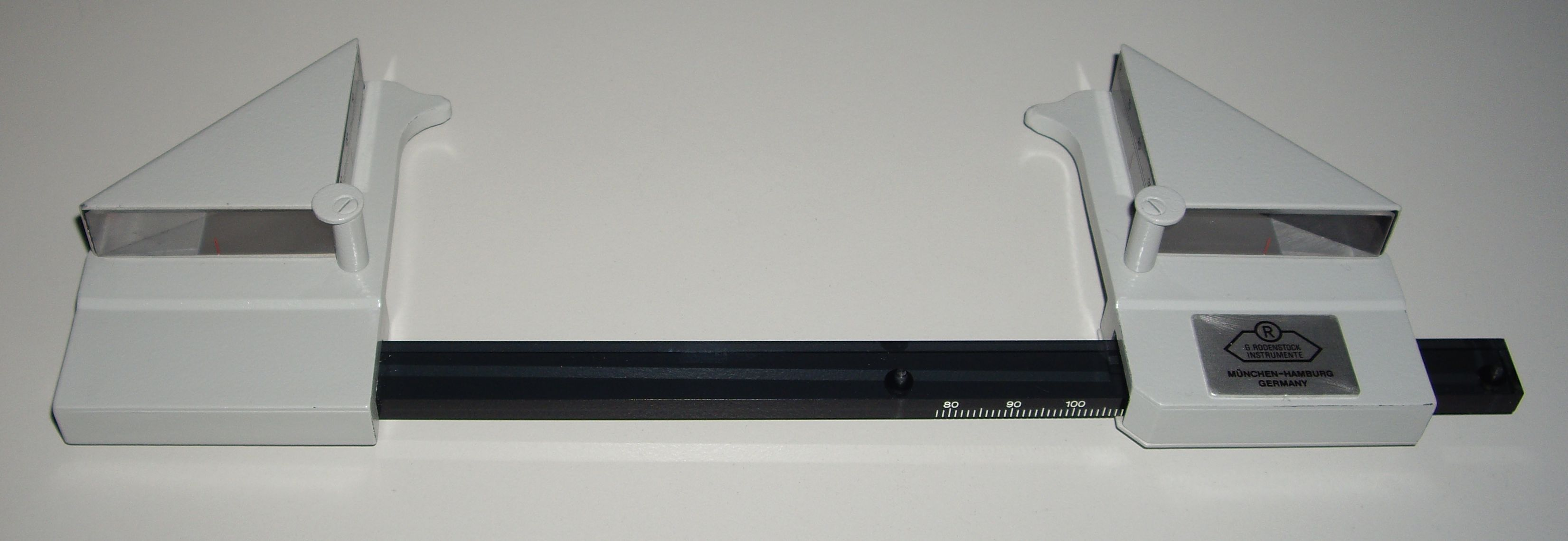
Egzoftalmometr

Zbudowany jest z metalowego pręta z podziałką oraz dwóch rusztowań z lusterkami ustawionymi względem siebie pod kątem. Na górnym lusterku znajduje się podziałka, oraz odpowiednie wcięcia będące miejscami orientacyjnymi, służącymi do ustawienia na bocznych krawędziach oczodołów.
Następnie sprawdza się w lusterkach profil gałki ocznej, który rzutuje się na podziałkę milimetrową.
W warunkach prawidłowych gałka oczna wystaje z oczodołu na 10–22 milimetrów.